# Джузеппе Равано
Джузеппе Равано (італ. Giuseppe Ravano, 5 лютого 1943) — італійський вершник.
Олімпійський чемпіон 1964 року в командному триборстві, учасник 1968 року.